# Andrey Grechin
Andrey Vladimirovich Grechin (em russo:  Андрей Владимирович Гречин; Barnaul, 21 de outubro de 1987) é um nadador russo que conquistou uma medalha de bronze nos Jogos Olímpicos de Londres de 2012, no revezamento 4x100 metros livre, competindo com seus compatriotas Nikita Lobintsev, Vladimir Morozov e Danila Izotov.